# Muricilândia
Muricilândia är en kommun i Brasilien.   Den ligger i delstaten Tocantins, i den centrala delen av landet, 1 000 km norr om huvudstaden Brasília. Antalet invånare är 3 152.
Omgivningarna runt Muricilândia är huvudsakligen savann. Runt Muricilândia är det mycket glesbefolkat, med 3 invånare per kvadratkilometer.